# Boursinidia
Boursinidia é um gênero de traça pertencente à família Arctiidae.